# Скалько Ярослав Ілліч
Ярослав Ілліч Скалько (28 травня 1947, Глибочок Тернопільська область) — український військовик. Генерал-лейтенант. Головнокомандувач Військово-повітряних сил України (2002–2004).

## Біографія
Народився 28 травня 1947 року на хуторі Пеньки Борщівського району на Тернопільщині.
У 1967–1968 рр. проходив підготовку на МіГ-17 у запорізькому навчальному центрі ДТСААФ, після закінчення якого отримав військове звання «молодший лейтенант запасу». Закінчив Чернігівське військове авіаційне училище льотчиків (1969), Військово-повітряну академію ім. Ю. Гагаріна, Академію Генерального штабу ЗС СРСР (1991).
Після закінчення Академії Генерального штабу, призначений на посаду заступника командувача 24-ї Повітряної армії Верховного Головнокомандування оперативного призначення. Проходив службу в Групі радянських військ у Німеччині, в Прикарпатському та Закавказькому військових округах, у Прибалтиці та на Далекому Сході. Під час проходження служби в Середній Азії неодноразово перебував на території Афганістану.
У 1992 р. очолював групу українських льотчиків, які на літаках МіГ-29 представляли Україну на авіашоу в США та Канаді.
За роки служби пройшов майже усі сходинки пілота — від старшого льотчика до першого заступника командувача Військово-Повітряних Сил України.
До 2002 року працював заступником директора Державного департаменту авіаційного транспорту, де відповідав за організацію повітряного руху та використання повітряного простору України. З серпня 2002 по грудень 2004 р. — Головнокомандувач Військово-повітряних сил України . У 2004 році звільнений з лав Збройних Сил України.
Військовий льотчик 1-го класу. Освоїв літаки Л-29, Л-39, УТІ, МіГ-15, МіГ-17, МіГ-19, всі типи МіГ-23, МіГ-27, Су-17М2, М3, М4, Су-24, Су-27, Ан-26, вертоліт Мі-2, спортивні літаки
У 2014 році призначений членом Наглядової ради Державного концерну «Укроборонпром».